# مايكل زد. لوين
مايكل زد. لوين (بالإنجليزية: Michael Z. Lewin)‏ (21 يوليو 1942، سبرينغفيلد في الولايات المتحدة)؛ كاتب وروائي أمريكي. درس في جامعة هارفارد.